# Чечина (река)
Че́чина (итал. Cecina) — река в центральной Италии. Длина 74 км. 

## Описание
Исток реки находится в области Тоскана среди холмов Коллине-Металлифере, между горами Подджо-ди-Монтьери (1051 метр) и Ле-Корнате (1060 метров). Образуется в результате слияния нескольких небольших ручьёв. Сперва течёт в северном направлении, поворачивая затем на запад. Ближе к устью течёт по равнине, на которой находится коммуна Чечина, после чего впадает в Лигурийское море.
Уровень реки подвержен серьёзным колебаниям в зависимости от погоды. Длина реки составляет 74 км, площадь бассейна — 731 km².

## Этимология и история
Река названа по имени могущественного этрусского рода Kaikna (или Ceicna), правившего в ее окрестностях. На то, что именно река названа по роду указывает суффикс -na в названии.
По сведениям Репетти первый мост через реку появился лишь в 1815 году, до этого переправа осуществлялась с помощью паромов.